# Шерифат Мекки
Шерифат Мекки или Мекканский (Хиджазский) шерифат (967—1925) — государство на западе Аравийского полуострова со столицей в городе Мекка, которое образовалась в Раннем Средневековье. Шерифат имел теократический характер. Время от времени шерифам Мекки подчинялся весь Хиджаз. С 965 до 1069 год правила династия Мусавидов, с 1069 до 1925 год в шерифате руководили представители династии Хашимитов.
Вместе с тем время от времени шерифат попадал под покровительство более могущественных государств: в 978—1058 годах — Фатимидского халифата, 1058—1062 годах — государства Сельджукидов, 1063—1067 и 1070—1080 годах — государства Сулайхидов, 1171—1202, 1220—1229, 1240—1260 годах — Айюбидов, 1260—1517 годах — Мамлюкского султаната, 1517—1802 годах — Османской империи, 1802—1813 годах — Дирийского эмирата, 1813—1840 годах — государства египетского вали Мухаммеда Али, 1840—1917 годах — Османской империи. Только в 1918 году окончательно шерифы Мекки обрели независимость, создав королевство Хиджаз. Однако в 1925 году Хиджаз был захвачен Саудидами, которые создали государство — Саудовскую Аравию.

## История

### Под властью Фатимидов
В течение первых трёх веков истории ислама Мекка управлялась наместниками халифов. После распада Аббасидского халифата она ненадолго перешла под власть табаристанских Хасанидов, а потом здесь утвердилась власть Алидов — потомков четвёртого правоверного халифа Али ибн Абу Талиба. С середины X века они получили титул шерифов. Отсчёт шерифов ведётся от Абу-Джафара, который принял власть около 967 года, в то время когда Хиджаз находился в сфере влияния египетских Фатимидов. Он стал основателем династии Мусавидов.
В 976 году шериф Мекки попытался избавиться от зависимости, но это ему не удалось. Фатимидский халиф Абу Мансур аль-Азиз прекратил подвоз товаров из своей страны, и мекканцы, которые находились в сильной зависимости от египетского провианта, вынуждены были вновь признать его власть.

### Под властью Сельджукидов и Сулайхидов
После ослабления Фатимидов в конце 1040-х годов и захвата Палестины и Сирии войсками сельджукидов в 1058 году Мекканский шерифат признал верховную власть Великих Сельджуков. В 1061 году умер шериф Шукр, который не оставил наследника мужского пола. Это имело для Мекки пагубные последствия. Власть захватил представитель другой ветви Алидов — Хамза ибн Ваххас. При нем в городе происходили постоянные беспорядки и злоупотребления.
В 1063 году Хиджаз подчинился эмиру Йемена Али ибн Мухаммаду из династии Сулайхидов, который восстановил в Мекке порядок и безопасность. В том же году он объявил шарифом Абул-Хашима ибн Мухаммеда, который стал основателем новой шерифской династии младших Хашимитов. Впрочем, вскоре Мекка стала местом борьбы между Наджахидами и Сулайхидами, в результате чего в 1067 году первые установили превосходство над шерифатом. Впрочем в 1070 году здесь снова воцарились Сулайхиды.
В 1080 году мекканцы вышли из подчинения Йемену. Потомкам Абу Хашима приходилось постоянно маневрировать между Фатимадами и Аббасидами, которых поддерживали Сельджукиды. Не раз случалось так, что в хутбе упоминалось имя того правителя, который прислал больше денег.
В 1080 году было признано верховную власть Сирийского султаната Сельджукидов. В 1095 году Мекканский шерифат снова признал превосходство Фатимидского халифата. Впрочем после Первого крестового похода, который завершился в 1099 году взятием Иерусалима, шерифы Мекки обрели независимость.

### Время независимости
В правление шерифа Ибн Абул-Хашим аль-Талаба государство становится самостоятельным. Впрочем о времени (1098—1172 годы), когда Мекканский шерифат не подлежал ни одной из соседних стран, известно мало. В это время господствовала династия Хашимитов. С 1101 до 1201 года даже отсутствуют достоверные сведения о правителях шерифата. Признано лишь то, что он смог установить власть на большинстве земель Хиджаза. Этому также способствовала борьба за власть в Египте и Йемене. В это время Мекканский шерифат становится важным связью между Южной Аравией и Египтом, Йеменом и Палестиной.

### Под властью Айюбидов
Период относительной независимости Мекку закончился в 1172 году, когда сюда прибыл Туран-шах — брат египетского султана Салах ад-Дина, что направлялся на завоевание Йемена. Тогда в Хиджазе было признано обратите египетского султана из династии Айюбидов. В 1201 году Мекканский шарифат было захвачено представителем другой ветви Алидов — Абу Азизом Катадой, который основал новую линию династии Хашимитов. Он мечтал превратить Хиджаз в сильное независимое государство и проводил независимую по отношению к политику Египта. После смерти Катады у власти встал его сын Хасан, также мечтал о независимости. Однако йеменский султан Салах ад-Дин Юсуф аль-Масуд (1215—1229) положил конец его замыслам. При нем Мекка была поставлена под прямой контроль йеменских военных, но сразу после его смерти 1229 года власть власть вернулась к шерифов. Особенно окрепла она в долгое правление внука Катады — Мухаммеда Абуд-Нубаджа. Впрочем, даже при нем мекканский шериф считался вассалом султанов Египта.

### Вассал Мамлюкского Египта
С образованием в 1260 году Мамлюкского султаната государство шарифов покорилась новым правителем без сопротивления. Во второй половине XIV века шла ожесточенная борьба за мекканский шерифат между различными претендентами на власть. Особенно много политических волнений было при шерифе Алджане. Его сын Хасан, который принял власть в 1396 году снова привел в порядок и попытался подчинить себе весь Хиджаз. Из трех его сыновей, которые спорили о власти, мамлюкский султан Фарадж ан-Насир избрал наследником Бараката. В 1407 году он стал соправителем отца, а в 1426 году — единоличным правителем Мекки. Он безусловно признавал власть султана, который держал в Мекке постоянную гарнизон под командованием своего эмира.

### Первое османское владычество
После завоевания в 1517 году Египта османскими войсками Мекканский шерифат признал протекторат Османской империи, однако шерифы сохранили определенную самостоятельность. В дальнейшем подчинялись султанском правительства направления, откуда получали денежную помощь. Некоторые наследники мекканских шерифов учились в Стамбуле. Впрочем в военных делах вынуждены были подчиняться бейлербеям (потом пашам) Абисcинского бейлербейства (эялета). В 1680-х годах в шерифате утвердила линия Зайда из рода Катадидов династии Хашимитов. В 1770 году Мекка покорилась армии мамлюкского бея Али аль-Кабира, который захватил власть в Египте. В 1773 году после свержения последнего и восстановление султанской власти в Египте Мекканский шерифат снова признал власть османской династии.

### Под главенством Саудидов
В 1802 году захвачен войсками Дирийского эмирата под предводительством эмира Сауда II бен Абд-аль-Азиза. Последний был последователем ваххабизма — радикального течения в исламе, отвергал любые нововведения в религии и осуждал роскошь. Ваххабиты навели порядок на дорогах Хиджаза, отменили много налогов и прекращали поборы со стороны местных чиновников, но сократили контакты Мекканського шарифата с мусульманами других стран, из-за чего пострадала торговля и сильно сократилось количество паломников в Мекку. Это вызвало значительное недовольство.

### Под главенством Мухаммеда Али
В 1805 году османский султан Махмуд II признал хедива Египта Мухаммеда Али и поручил ему привести Аравию к покорности. В 1811 году египетская армия под командованием Тусуна, сына Мухаммеда Али, вторглась в Хиджаз. При поддержке османского султана к началу 1813 году египтяне освободили Хиджаз вместе с Меккой, а затем захватили и Неджд. В 1837 году в Мекке был основан суфийский орден Сенусийя (сенуситов).

### Второе османское владычество
В 1840 году после поражения в войне против Османской империи и её европейских союзников египетские войска вынуждены были оставить Аравию. Мекканский шерифат снова вернулся под непосредственную власть Османской империи. Турки, которые жили в Хиджазе, находились под юрисдикцией османского губернатора, а арабы подчинялись шерифу.
В течение 1850—1880-х годов шла борьба за власть в Мекканском шерифате между представителями ветви Зайдидов и родом Аун из линии Абадилидов. Эта ожесточенная борьба позволила постепенно османским военным и чиновникам укрепить власть в Хиджазе и самой Мекке, так как в султанских чиновникам жителей видели залог спокойствия. В 1872 году Хиджаз превратился в вилайет. С этого времени власть шерифов стала значительно ограничена В самой Мекке шерифы имели войска численностью 500 человек, тогда как турецкий гарнизон насчитывал 4 тыс. воинов. Поэтому отряды шерифов были вынуждены участвовать во всех боевых действиях в Аравии, чем способствовали сохранению власти османских султанов. В 1910—1911 годах войска Мекканского шерифата принимали участие в подавлении восстания в Асирском санджаке вилайета Йемен.
После Младотурецкой революции 1908 года в Мекку был назначен новый шериф — Хусейн ибн Али. Он долго жил в Стамбуле в качестве почетного пленника и считался человеком, преданным султану. С началом Первой мировой войны Великобритания как противник Османской империи решила воспользоваться антитурецкими настроениями в Хиджазе, подстрекая к восстанию шарифа Хусейна. Англичане пообещали оказать ему поддержку и признать независимость арабов во всех районах, лежащих в тех границах, предложенных шарифом Мекки. Между Великобританией и Мекканским шерифатом был заключен формальный договор о протекторате, по которому шариф отказывался от самостоятельности во внешнеполитических вопросах.

### Непродолжительная независимость
5 июня 1916 года Хусейн объявил независимость Мекки и Хиджаза, а 10 июня, опасаясь нападения турок, поднял восстание. Британцы помогли ему оружием. В течение лета 1916 года Хусейн занял все крупные города Хиджаза, кроме Медины, а в октябре объявил себя королем арабов. В январе 1917 года Великобритания и Франция признали Хусейна королем Хиджаза.
Потомки Хусейна носили титулы королей Хиджаза и шерифов Мекки. Таким образом Мекканский шерифат сохранил свой статус. В 1925 году после поражения в войне против Саудидов Мекка была захвачена, Мекканский шерифат ликвидирован, а Хиджаз объединен с Недждом в единое королевство.

## Администрация
Во времена более-менее самостоятельного правления вся власть в шерифате принадлежала шерифам, которые совершали военные походы, были высшей судебной инстанцией, назначали на государственные должности, собирали налоги. Вместе с тем значительным весом пользовались улемы, с которыми шарифы совещались по сложным вопросам. Во время османского владычества в обязанности шарифа входила защита городов и их окрестностей, обеспечения безопасности паломников, совершающих хадж.

## Шерифы
- Абу Мухаммад Джафар ибн Мухаммад (966—980)
- Иса ибн Джафар (980—994)
- Абу-л-Футух Хасан ибн Джафар (994—1010, 1012—1039)
- Абу-л-Тайад Дауд ибн Абд ар-Рахман (1010—1012)
- аш-Шукр Мухаммад ибн Хасан (1039—1061)
- Хамза ибн Ваххас (1061—1069)
- Абу Хашим Мухаммад ибн Джафар (1069—1094)
- Абу Фулайта Касим ибн Мухаммад (1094—1123)
- Фулайта ибн Касим (1123—1133)
- Иса ибн Фулайта (1133—1174)
- Дауд ибн Иса (1174—1175, 1176—1189)
- Мухаттхир ибн Иса (1175—1176, (1189—1194)
- Мансур ибн Дауд (1194—1201)
- Абу-л-Азиз Катада ибн Идрис (1201—1220)
- Хасан ибн Катада (1220—1232)
- Раджих ибн Катада (1232—1241)
- Абу Саад Али ибн Катада (1241—1254)
- Абу Саид Хасан ибн Али (1254)
- Идрис ибн Катада (1254—1270)
- Абу Нумайа Мухаммад ибн Хасан (1270—1301)
- Абу-р-Рада Румайтха ибн Мухаммад (1301—1303, 1318—1346)
- Хумайда ибн Мухаммад (1303—1318)
- Абу Сариа Аджлан ибн Румайтха (1346—1375)
- Шихаб ад-Дин Ахмад ибн Аджлан (1375—1386)
- Инан ибн Мугамис (1386—1387)
- Али ибн Аджлан (1387—1395)
- Мухаммад ибн Аджлан (1395—1396)
- Хасан ибн Аджлан (1396—1426)
- Баракат ибн Хасан (1426—1455)
- Малик аль-Адил Мухаммад ибн Баракат (1455—1497)
- Баракат II (1497—1525)
- Мухаммад Абу Нумадж Назим ад-Дин (1525—1583)
- Аль-Хасан III (1583—1601)
- Идрис Абу Аун ибн Хасан (1601—1610)
- Мухсин ибн Хусейн (1610—1628)
- Ахмад ибн Абу Талиб аль-Хасан (1628—1629)
- Масуд ибн Идрис (1629—1630)
- Абдаллах ибн Хасан (1630—1631)
- Зайд ибн Мухсин (1631—1666)
- Саад ибн Зайд (1666—1672)
- Ахмад ибн Зайд (1669—1671)
- Мухсин ибн Ахмад (1667—1668)
- Хамуд ибн Абдаллах ибн Хасан (1670)
- Баракат III ибн Мухаммад (1672—1682)
- Ибрагим ибн Мухаммед (1682)
- Саид ибн Баракат (1682—1683)
- Ахмад ибн Зайд (1684—1688)
- Ахмад ибн Халиб (1688—1690)
- Мухсин ибн Ахмад (1689—1690)
- Мухсин II ибн Хусейн (1690—1691)
- Саид II ибн Саад (1691—1694)
- Саад ибн Зайд (1693—1694)
- Абдаллах II ибн Хашим (1694)
- Саад ибн Зайд (1694—1702)
- Саид II ибн Саад (1702—1704)
- Абдул Мухсин ибн Ахмад (1704)
- Абдул Карим ибн Мухаммед (1704—1705)
- Саид II ибн Саад (1705)
- Абдул Карим ибн Мухаммед (1705—1711)
- Саид II ибн Саад (1711—1717)
- Абдаллах III ибн Саид (1717—1718)
- Али ибн Саид (1718)
- Яхья ибн Баракат (1718—1719)
- Мубарак ибн Ахмад (1720—1722)
- Баракат ибн Яхья (1722—1723)
- Мубарак ибн Ахмад (1723—1724)
- Абдаллах III ибн Саид (1724—1731)
- Мухаммед ибн Абдаллах (1731—1732)
- Мусаид ибн Саид (1732—1733)
- Мухаммад ибн Абдаллах (1733—1734)
- Мусаид ибн Саид (1734—1752)
- Мусаид ибн Саид (II) (1752—1759)
- Джафар ибн Саид (1759—1760)
- Мусаид ибн Саид (1760—1770)
- Ахмад ибн Саид (1770)
- Абдаллах ибн Саид (1770)
- Ахмад ибн Саид (1770—1773)
- Сурур ибн Мусаид (1773—1788)
- Абд ал-Муин ибн Мусаид (1788)
- Халиб ибн Мусаид (1788—1803)
- Абд ал-Муин ибн Мусаид (1803)
- Халиб ибн Мусаид (1803—1803)
- Яхья ибн Сурур (1813—1827)
- Абд ал-Муталиб ибн Халиб (1827)
- Мухаммед ибн Абд ал-Муин (1827—1851)
- Абдул Муталиб ибн Халиб (1851—1856)
- Мухаммад ибн Абд ал-Муин (1856—1858)
- Абдаллах Камил Паша ибн Мухаммад (1858—1877)
- Аль-Хусейн ибн Мухаммед (1877—1880)
- Абдул ал-Муталиб ибн Халиб (1880—1882)
- Абдаллах-паша ибн Мухаммад (1882)
- Аун ар-Рафик Паша ибн Мухаммед (1882—1905)
- Али Паша ибн Абдулла (1905—1908)
- Абдаллах-паша ибн Мухаммад (1908)
- Хусейн ибн Али (1908—1916)
- Али Хайдар Паша (1916)
- Хусейн ибн Али (1916—1924)
- Али ибн Хусейн (1924—1925)

## Экономика
Основной доход составляли паломники, которые прибывали в Мекку на хадж. Большинство населения работало на обеспечении пребывания их в Мекке. Также во время хаджа паломники оставляли немалые средства. Кроме того, мекканцы занимались посреднической торговлей между Йеменом и Египтом и Палестиной. Однако длительные войны с начала XIX века нанесли значительный урон торговле.